# Lhuentse dzong
Lhuentse dzong je samostanska trdnjava (dzong) v vzhodnem delu Butana  zgrajen leta 1654. Je središče istoimenskega včasih izoliranega okraja. Leži na vzhodni strani reke Kuri Čhu na koncu ozke doline. Ta dzong se je na začetku imenoval Kurtoe in je izvorni dzong družine butanskih kraljev Vangčuk.

## Geografski položaj
Geografsko sodi dzong v vzhodni Butan, vendar je kulturno bolj povezan s centralnim Butanom. Cestno povezavo ima do Mongarja preko prelaza Rodang.  Po tej trgovski cesti med Mongarjem in Lhuentse dzongom vožnja traja 3 ure za 77 km. 
Dzong je v dolini reke Kuri Čhu, ki je del okraja Lhuentse.   Ta reka je glavni vodotok, ki je izoblikoval slikovito dolino obdano z visokimi vrhovi in strmimi bregovi. Kuri je pritok reke Manas, ki je največja reka v Butanu in glavni pritok reke Brahmaputre. 

## Zgodovina
Najprej je leta 1543 Pema Lingpa, sin Kunga Wanpo ustanovil samostan, ki ga je leta 1654 penlop (guverner) Trongsaja, Minjur Tenpa dozidal v pravi dzong. Gradnjo je izvedel po zmagi nad Tibetanci in ga imenoval Lhuentse Rinchentse. Dzong je bil obnovljen leta 1962 in 1974. Zgodovinski pomen okraja Lhuentse je v njegovi povezanosti z rodbino sedanjega butanskega kralja oziroma butanske rodbine Vangčuk. Mestece Lhuentse je administrativni center istoimenskega okraja. V delujočem samostanu živi 100 menihov.